# Paul Hankar
Paul Hankar (11. prosince 1859 Frameries – 17. leden 1901 Brusel) byl belgický secesní architekt a návrhář nábytku. Společně s Victorem Hortou je považován za průkopníka secesní architektury.

## Život
Paul Hankar se narodil ve Frameries do rodiny kameníka. Studoval na Académie Royale des Beaux-Arts (Královské akademii výtvarných umění) kde se spřátelí se svým spolužákem a rovněž pozdějším významným architektem Victorem Hortou. stejně jako Horta studoval techniky kovaného železa, čehož následně využil ve svých návrzích budov. Hankar začal kariéru navrhováním a vytvářením pomníků a náhrobků. Od roku 1879 do roku 1892 pracoval v kanceláři architekta Hendrika Beyaerta, kde získal architektonické vzdělání. Pod Beyaertem byl hlavním designérem Palacio de Chávarri v Bilbau ve Španělsku (1889), postaveným pro podnikatele Víctor Chávarri. V roce 1893 si otevřel vlastní projekční ateliér v Bruselu a ve stejném roce postavil vlastní dům Maison Hankar. Společně se stavbou Hôtel Tassel dokončenou v témže roce jsou obě budovy prvními stavbami ve stylu belgické secese. Paul Hankar při své tvorbě úzce spolupracoval se secesním malířem Adolphem Crespinem, který vyzdobil několik jeho staveb nástěnnými malbami.
V roce 1896 představil svůj projekt "Cité des Artistes" (města umělců) pro přímořské město Westende. Ačkoli se projekt nerealizoval stal se inspirací pro pozdější uměleckou kolonii ve městě Darmstadt.
Na světovém veletrhu 1897 v Bruselu se podílel na návrhu sekce Kongo, která se stala známou pro plné využití secese. Přednášel také o „Novém Bruselu“, o jeho vizi přestavby města, která se nikdy neuskutečnila. Později téhož roku se zúčastnil koloniální expozice v Tervuren v Belgii, kde koordinoval práci několika umělců a designérů nábytku
Byl profesorem inženýrství na Uměleckoprůmyslové škole ve Schaerbeeku (1891–97) a profesorem architektonické historie na Institut des Hautes Etudes na univerzitě v Bruselu (1897-1901). Pracoval jako redaktor časopisu L'Emulation (1894–96), který propagoval secesní styl.
Hankar zemřel v Bruselu ve věku 41 let.

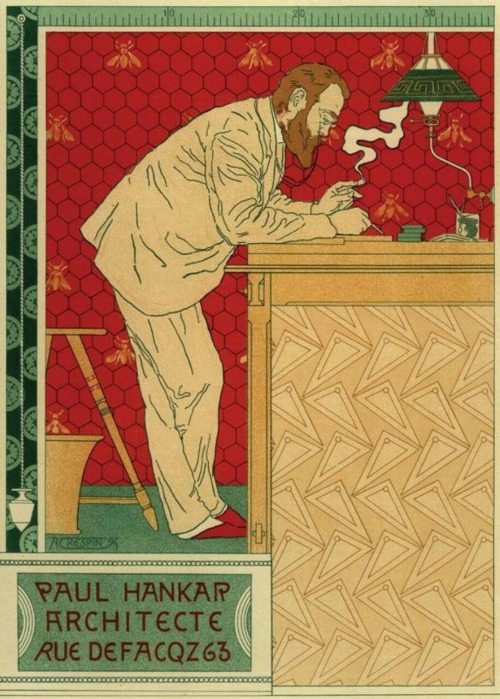
Portrét Paula Hankara na plakátu Adolpha Crespina

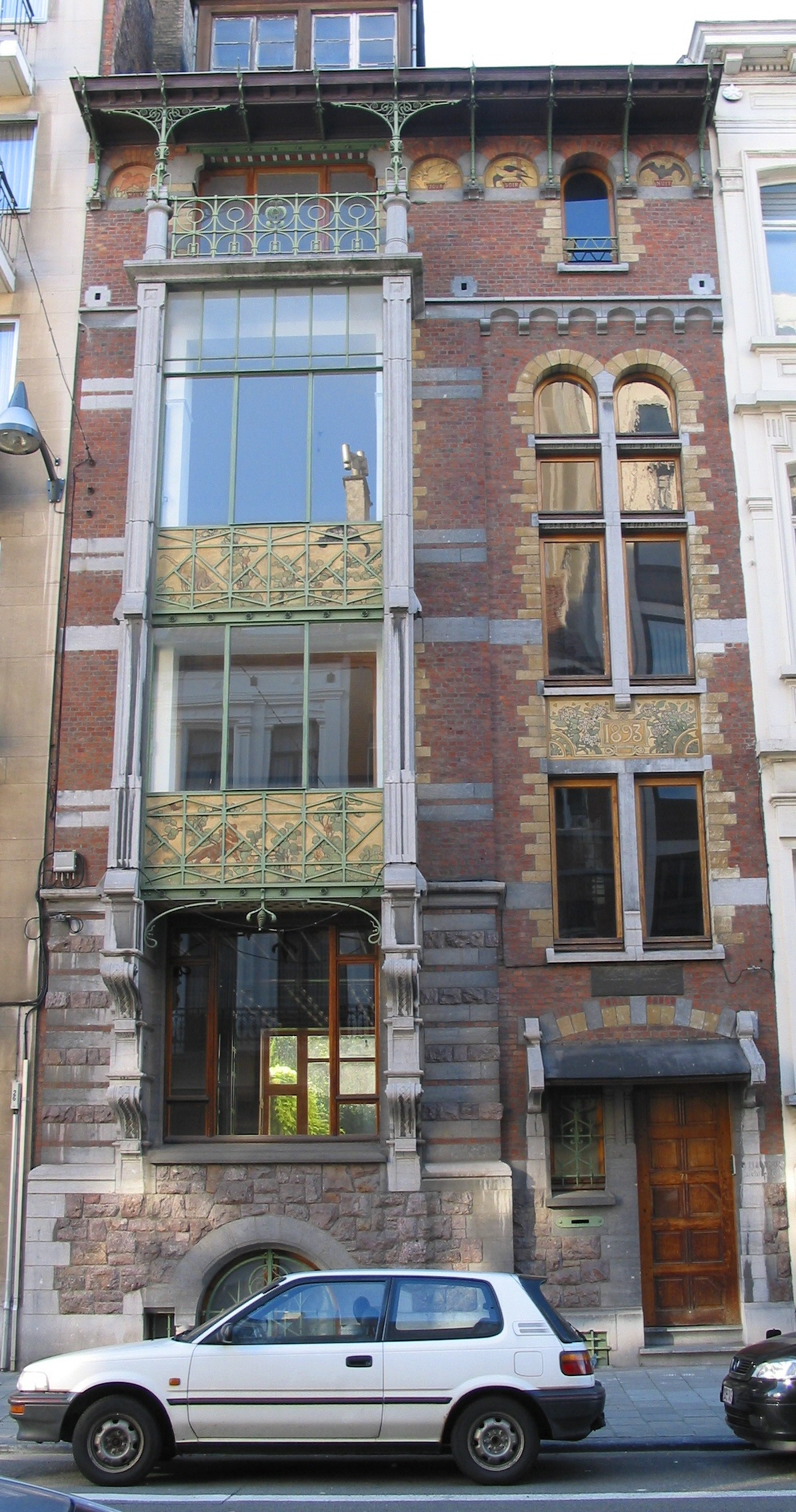
Maison Hankar

## Dílo

### Vybrané stavby řazeno chronologicky
- Mausoleum Charlese Rogiera, hřbitov Saint-Josse-ten-Noode , Brusel (187x).
- Palacio de Chávarri, Plaza Moyúa, Bilbao, Španělsko (1888–89). Hankar se podílel na návrhu v době kdy pracoval pro Hendrika Beyaerta.
- Ateliér Alfred Crick, 64 Rue Simonis, Elsene, Brusel (1891).
- pomník Jan van Beers (1891), Antverpy.
- Maison Hankar, 71 Rue Defacqz, Brusel (1893).
- Maisons Jaspar, 76, 78 & 80 Rue de la Croix de Pierre, Brusel (1894).
- Maisons Hanssens, 13 & 15 Avenue Edouard Ducpétiaux, Brusel (1894).
- Maison Zegers-Regnard, 83 Chaussée de Charleroi, Brusel (1894–95).
- 47 Avenue Edouard Ducpétiaux, Brusel (1895).
- Chemiserie Niguet, 13 Rue Royale, Brusel (1896).
- Maison and Pharmacy Peeters, 6-8 Rue Lebeau, Brusel (1896).
- Boulangerie Timmermans, 551 Rue De Herve, Liege (1896, zbouráno). Třípatrová budova pekařství s fasádou pokrytou malbami Adolpha Crespina.
- Hôtel Renkin, Brusel (1897, zbouráno).
- Hôtel Ciamberlani, 48 Rue Defacqz, Brusel (1897).
- Sanatorium (1897), Kraainem.
- Hôtel Janssens, 50 Rue Defacqz, Brusel (1898).
- Hôtel Kleyer, 25 Rue de Ruysbroeck, Brusel (1898).
- Maison Aglave, 7 Rue Antoine Bréart, Brusel (1898).
- Maison Bartholomé a ateliér, Brusel (1898, zbouráno).
- pomník Jan Frans Willems, Saint-Bavon, Ghent (1899), Isidore De Rudder, sochař. Hankar navrhl podstavec.
- Stenen bank monumentální kamenná lavička – vystavena na světové výstavě v Paříži v roce 1900– (1898–99, zničena 1971). replika kamenné lavice, Koninginlaan Park, Ostende (2003–04).